# بريان سويتس
بريان سويتس (بالإنجليزية: Bryan Suits)‏ (من مواليد 1966 في هونولولو، الولايات المتحدة) من قدامى المحاربين الأمريكيين لثلاثة صراعات عسكرية في الكويت والبوسنة والهرسك والعراق وكان مضيفا إذاعيا لأكثر من عشر سنوات. استضاف برامج حوارية لمحطات إذاعة في سياتل وهي كيرو وكيه في آي وفي لوس أنجلوس كيه إف آي. ولد سويتس في هونولولو وترعرع في واشنطن. كان يسمع بعد ظهر يوم الأحد على محطة كوغو في سان دييغو من 2011 إلى 2012 وأمسيات السبت على كيه في آي من 2009 إلى نوفمبر 2013. أعلن سويتس أنه سيبدأ البث على كيه أيه بي سي من التاسعة صباحا إلى الثانية عشر مساءا في عام 2014.
كعضو في المجموعة ج في الكتيبة الأولى في فوج المشاة الحادي والستين بعد المائة من حرس جيش واشنطن الوطني الذي نشر كجزء من عملية حرية العراق. بسبب الأحداث خلال نشره في العراق منح ميدالية النجمة البرونزية ووسام القلب الأرجواني. أثناء خدمته في العراق التقى بأفراد يذكرون أنهم تورطوا في نقل أسلحة الدمار الشامل العراقية إلى سوريا.
بينما كان في العراق أحيانا يدعى إلى برنامج كيربي ويلبر للإفادة عن تجاربه. كان أيضا مساهما في سجل الانتخابات في العراق على موقع الإذاعة على شبكة بي بي سي. قام الملازمون بجمع أحذية مطاطية من مستمعيه الإذاعيين ووزعهم على الأطفال العراقيين في ما أصبح يعرف باسم «أحذية لسويتس». لدى عودته من أداء الخدمة العسكرية في العراق ادعى أن اقتراعه للانتخابات العامة التي جرت في نوفمبر عام 2004 والتي أرسلها إلى زوجته من العراق لم يحسب. أصبحت ادعاءاته جزءا من النقاش العام حول الانتخابات الرئاسية التي جرت في واشنطن عام 2004. خلال ذروة حركة الشاي تحدث سويتس إلى مسيرات حركة الشاي كمضيف لاسلكي وجندي له خبرة في الحرب على الإرهاب.